# Tetrastemma interruptum
Tetrastemma interruptum är en djurart som tillhör fylumet slemmaskar, och som beskrevs av Heinrich Bürger 1895. Tetrastemma interruptum ingår i släktet Tetrastemma och familjen Tetrastemmatidae. Inga underarter finns listade i Catalogue of Life.